# Edoardo Frau
Edoardo Frau (* 24. Juni 1980 in Asiago) ist ein italienischer Grasskiläufer. Er wurde 2005 Weltmeister im Super-G und 2011 Weltmeister im Riesenslalom, gewann neun weitere Medaillen bei Weltmeisterschaften, wurde viermal Juniorenweltmeister und dreizehnmal Italienischer Meister. In den Saisonen 2008 und 2012 entschied er den Gesamtweltcup für sich.

## Karriere
Edoardo Frau ist Mitglied der Sportgruppe des italienischen Heeres (Corpo Sportivo dell’Esercito Italiano) und gehört seit 1995 der Grasski-Nationalmannschaft des Italienischen Wintersportverbandes (FISI) an. Erste internationale Erfolge erzielte er bei der Juniorenweltmeisterschaft 1997 in Müstair, wo er Gold im Super-G und jeweils Bronze im Riesenslalom und in der Kombination gewann. 1999 holte er in Forni di Sopra drei Silbermedaillen in Slalom, Riesenslalom und Kombination sowie eine Bronzemedaille im Super-G. Bei der Juniorenweltmeisterschaft 2000 in Nakoyama, Präfektur Tokushima, gewann er drei Goldmedaillen im Slalom, im Riesenslalom und in der Kombination sowie eine Bronzemedaille im Super-G.
In der Allgemeinen Klasse gewann Frau seine ersten WM-Medaillen und zugleich auch seinen ersten Weltmeistertitel bei der Weltmeisterschaft 2005 im iranischen Skiort Dizin. Zunächst holte er im Slalom und im Riesenslalom jeweils Bronze, ehe er sich im abschließenden Super-G vor seinem Landsmann Riccardo Lorenzone und dem Tschechen Jindřich Jež die Goldmedaille sicherte, womit er auch Silber in der Kombination gewann. Bei den nächsten beiden Weltmeisterschaften kamen insgesamt fünf weitere Bronzemedaillen hinzu. 2007 wurde er im tschechischen Olešnice v Orlických horách Dritter im Riesenslalom und in der Super-Kombination sowie Vierter im Super-G und Fünfter im Slalom. 2009 holte er im österreichischen Rettenbach dreimal Bronze im Riesenslalom, im Super-G und in der Super-Kombination und belegte im Slalom den sechsten Platz. Seinen zweiten Weltmeistertitel gewann Frau im Riesenslalom der Weltmeisterschaft 2011 in Goldingen. Zudem wurde er Zweiter in der Super-Kombination sowie Sechster im Super-G und Elfter im Slalom.
Im Weltcup kam Frau erstmals in den Saisonen 2001 (8. Rang) und 2002 (9. Rang) in die Top 10 der Gesamtwertung. Seit 2003 gehört er zur absoluten Weltspitze. Bis 2012 konnte er sich zehnmal in Folge unter den besten drei im Gesamtweltcup platzieren. Zweimal entschied Frau bisher den Gesamtweltcup für sich: Zum ersten Mal in der Saison 2008, als er mit vier Siegen und zwei weiteren Podestplätzen vor dem Österreicher Michael Stocker Gesamtweltcupsieger wurde, und zum zweiten Mal in der Saison 2012, als er mit sechs Siegen und weiteren vier Podestplätzen erneut die Gesamtwertung gewann, diesmal vor dem Tschechen Jan Němec.
Neben seinen internationalen Erfolgen wurde Edoardo Frau bisher auch 13-facher Italienischer Meister. Im Jahr 2004 siegte er im Slalom und im Super-G, 2007 gewann er den Slalom, den Riesenslalom sowie den Super-G und 2009 sicherte er sich die Titel im Super-G und in der Super-Kombination. 2010 gewann er im Riesenslalom und in der Super-Kombination und 2011 entschied er die nationalen Titelkämpfe in allen vier Disziplinen für sich.

## Erfolge

### Weltmeisterschaften
- Müstair 1997: 19. Super-G, 20. Riesenslalom, 26. Slalom
- Gaal 1999: 13. Slalom, 16. Riesenslalom
- Forni di Sopra 2001: 9. Riesenslalom, 12. Slalom, 13. Super-G
- Castione della Presolana 2003: 5. Super-G
- Dizin 2005: 1. Super-G, 2. Kombination, 3. Slalom, 3. Riesenslalom
- Olešnice v Orlických horách 2007: 3. Riesenslalom, 3. Super-Kombination, 4. Super-G, 5. Slalom
- Rettenbach 2009: 3. Riesenslalom, 3. Super-G, 3. Super-Kombination, 6. Slalom
- Goldingen 2011: 1. Riesenslalom, 2. Super-Kombination, 6. Super-G, 11. Slalom

### Juniorenweltmeisterschaften
- Müstair 1997: 1. Super-G, 3. Riesenslalom, 3. Kombination, 4. Slalom
- Forni di Sopra 1999: 2. Slalom, 2. Riesenslalom, 2. Kombination, 3. Super-G
- Nakoyama 2000: 1. Slalom, 1. Riesenslalom, 1. Kombination, 3. Super-G

### Weltcup
- 1. Gesamtrang: 2008 und 2012
- 2. Gesamtrang: 2004, 2006, 2007, 2010 und 2011
- 3. Gesamtrang: 2003, 2005 und 2009

### Italienische Meisterschaften
- Frau ist 13-facher Italienischer Meister: 3× Slalom, 3× Riesenslalom, 4× Super-G und 3× Super-Kombination